# Колбин, Иван Николаевич
Иван Николаевич Колбин (1893—1952) — советский военно-морской деятель, революционер, комиссар, инженерный работник, преподаватель, доцент Военно-морской академии, инженер-капитан 1-го ранга (1940).

## Биография
Пять лет работал в Подольске на заводе швейных машин компании «Зингер». Здесь он вошёл в кружок социал-демократов, участвовал в политической стачке рабочих.
После Февральской революции 1917 года — член Кронштадтского и Петроградского советов рабочих и солдатских депутатов. С июля по октябрь — один из руководителей Кронштадтского комитета РСДРП(б).
Когда началась империалистическая война, призван на службу в Балтийский флот, и направлен в Учебно-минный отряд Балтийского флота. В Кронштадте выполнял поручения подпольного центра Военной организации РСДРП(б). В марте 1917 года вступил в партию. Через три месяца на Всероссийской конференции фронтовых и тыловых организаций РСДРП(б) Колбин слушал доклад В. И. Ленина о текущем моменте и по аграрному вопросу. Ленинские идеи он широко пропагандировал среди балтийских моряков.
24 октября 1917 исполком Кронштадтского Совета назначил И. Н. Колбина комиссаром линейного корабля «Заря свободы», который должен был идти в Петроград на помощь революционным войскам столицы. На следующий день, выполняя задание ВРК, «Заря свободы» бросила якорь в Морском канале, у пикета № 114. Комиссар Колбин объяснил личному составу корабля задачу: занять боевую позицию и в случае необходимости использовать дальнобойную артиллерию корабля для отражения действий контрреволюционных войск с Приморского фланга. С линкора на берег был высажен отряд моряков, который захватил железнодорожную станцию Стрельна. Вечером 25 октября И. Н. Колбина вызвали на минный заградитель «Амур», где находился штаб Кронштадтского сводного отряда матросов, солдат и красногвардейцев. Здесь помощник главного комиссара отряда П. И. Смирнов сказал: скоро начнётся штурм Зимнего и поручил координировать действия матросских отрядов, которые будут вести наступление на дворец. Когда грянул выстрел «Авроры», войска революции оставили свои исходные рубежи и пошли в атаку. Комиссара Колбина можно было видеть на набережной Невы, на Дворцовой площади, у арки Главного морского штаба — всюду, где действовали матросские отряды С. С. Петрухина, П. И. Скворцова, В. С. Мясникова и других командиров. Вместе с штурмующими колоннами Иван Николаевич Колбин ворвался в Зимний дворец, участвовал в аресте членов Временного правительства.
Принимал активное участие в создании Волжской военной флотилии. В 1918 уполномоченный Народного комиссариата по морским делам по вооружению Волжской военной флотилии в Нижнем Новгороде, помощник начальника штаба флотилии. С февраля 1919 заведующий политотделом Волжской военной флотилии. Участвовал в подавлении Кронштадтского мятежа. В конце 1921 начальник политотдела морских сил Дальнего Востока. В 1923 комиссар Амурской военной флотилии. Свою жизнь он посвятил восстановлению и строительству Советского военно-морского флота, с 1920 по 1950 находился на руководящей политической работе и командных должностях ВМФ СССР. Последние годы жизни был доцентом Военно-морской академии.

### Звания
- Инженер-флагман 3-го ранга (10 мая 1939).[3][4]
- Инженер-капитан 1-го ранга (8 июня 1940).[5]

### Награды
- Орден Ленина(21 февраля 1945 года).
- 3 ордена Красного Знамени(февраль 1933 года, 3 ноября 1944 года, 6 ноября 1947 года).

Медали, в том числе:
«За оборону Москвы»(1 мая 1944 года).
«За победу над Германией в Великой Отечественной войне 1941-1945 гг.»(9 мая 1945 года).